# 既読スルー
既読スルー（きどくスルー）とは、インスタントメッセンジャーのLINEにおいて、「メッセージ機能（トーク機能）によって送信した内容を、相手が読んでいるにもかかわらず返信が来ないこと」あるいは「受信した内容を読んだにもかかわらず返信をしないこと」を意味する俗語である。
既読無視（きどくむし）、既読ブッチ（きどくブッチ）、「既読スルー」のローマ字表記である“Kidoku Surū”の頭文字を取って“KS”（ケーエス）などとも呼ばれる。

## 概要

### 語義
LINEでは、メッセージ機能（トーク機能）によって送信された内容が送った相手に読まれる（相手の端末にメッセージが表示される）と、送信側の画面に「既読（きどく）」という文字が自動的に表示される機能が実装されている。このことから、既読表示が出ている、すなわち相手が既にメッセージを読んでいるにもかかわらず（すぐに）返事が来ない状態を「既読スルー」「既読無視」などと呼称する文化がLINE利用者の間に存在している。多くはメッセージを送信した立場から見た「相手からの返信が来ない状態」を指す言葉として定義されることが多いが、受信した立場から見た「相手への返信をしないこと」を意味する言葉として報じられる場合もある。
とりわけ「返事が期待できそう」なメッセージに既読が付いたにもかかわらず返信がない状況では「既読スルー」と表現し、「明らかに返事を求めている」メッセージに返信がない状況では語気を強めて「既読無視」と表現する、など送信側の状況によって区別する見解も存在するほか、「返信が無くても既読表示になれば相手に伝わったことは分かる（“了解”と同じ意味）」という見解も存在するなど、「既読」の捉え方は様々である。
「既読」の表示を「実際にメッセージを読んだか否か」の判断ではなく、対人関係における「思いやり」の確認として利用される傾向もあり、「返事に迷う内容や嫌なメッセージを受け取った際に敢えて“既読”の表示を付けて返事をしない」などといった風に「既読機能」そのものをコミュニケーションの一部として利用される場合もある。そのため、LINE利用者の間では「既読を付ける」「既読を付けない」といった表現がなされる傾向にある。
なお、メッセージを読まずに（「既読」表示を付けずに）放置することは「未読放置」「未読無視」「未読スルー」「MH」と呼称するとも報じられている。また、LINEではなく通常の郵便物（手紙）において「読んだのに返事を出さないこと」に対して「既読スルー」の用語が使われるケースもある。

### 「既読機能」
この「既読機能」は、元々東日本大震災の発生をきっかけとしてLINEが開発された際に、災害時など返信がすぐにできない状況においても安否確認ができるようにすることを目的として実装されたものであった。LINEの広報に対するインタビューでは、「LINEは匿名の第三者ではなく家族・友人とのコミュニケーションツールとして生まれたサービスであり、実際の会話に近いコミュニケーションを取るため、確実に言葉が相手に届いていることを示す既読機能を付けた」との回答がなされている。マイナビニュースが実施したアンケートによれば、LINEにおいて廃止して欲しい機能で最も多かった回答が「既読機能」であったとしているが、LINEでは今後既読機能を廃止する予定は無いとしている。また、既読を付けずにLINEのメッセージを閲覧する方法として、専用のアプリケーション（Androidでは「ちらみ」、iOSでは「Unread」）を使用する、端末を「機内モード」にして閲覧する、などの方法が報じられている。
「既読」表示はフィーチャーフォンでLINEを利用している場合は表示されないため、いわゆる「ガラパゴスケータイ」と称されるような通常の携帯電話を使用している場合は相手がメッセージを読んだか否かを判断することはできない。
また、「既読機能」などのシステムをビジネス向けに応用するサービス（LINEビジネスコネクト）が発表されており、企業と消費者の間で「既読機能」を活用する構想があるほか、視覚・聴覚障害者の連絡手段において従来のファクシミリや電子メールの場合は相手に「読んだ旨」を返信する必要があったが、LINEの「既読機能」の登場によってその手間が無くなったとの好意的な指摘もある。

### 発祥
「既読スルー」「既読無視」という言葉の明確な発祥時期は未詳であるが、概ね2012年から2013年にかけて「既読無視」の方が先行して発祥したものと見られる。
前述した「既読スルー」の略語である“KS”は、かつてインフォレストが発行していたファッション雑誌「小悪魔ageha」2013年8月号の誌上において「age嬢が考案した“新・ギャル語”」として紹介された例があり、いわゆる「ギャル」と称されるような女性層から発祥した可能性もある。このことから、LINE利用者の中でも特に若い世代で使用される言葉とされている。

### 「既読スルー」の基準
山形大学准教授の加納寛子によれば、中高生の間では「既読」表示になってから概ね15分ないし30分以内に返信をしなければ「既読スルー」に該当するとしているほか、1 - 2秒以内に反応（いわゆる「即レス」）しなければならないとする不文律が存在するとの報道もある。また、ファストアスクが20 - 30代のLINE利用者を対象として2014年に実施した調査によれば、約半数が概ね30分から6時間以内に返事がなければ「既読スルー」と判断するとのアンケート結果がある。MMD研究所がスマートフォンを所有している15 - 49歳の男女を対象として2014年に実施した調査によれば、「既読スルー」に対して「気になる」「やや気になる」と回答した割合は合計で44.3%、「気にならない」「あまり気にならない」と回答した割合は合計で49.2%であったとしている。
後述するように、一般的に「社会人（大人）と比較して中高生（若者）の方が『既読スルー』に対して敏感である」と報じられる傾向にある。一方で、他の民間による調査では性別・世代別における「既読スルー」への考え方は一定した結果が得られていない。ファストアスクが20 - 30代のLINE利用者を対象として2014年に実施した「既読のまま放置されてイライラするまでの時間」を調査したアンケートによると「イライラすることは無い」という回答が33.3%で最も多くを占めているほか、マイナビが22 - 39歳の社会人男性を対象として2014年に実施した「既読スルーをどう思うか」調査したアンケートによれば、社会人男性の8割以上は「既読スルー」を気にしていないなどといった調査結果がある。一方で、ふみコミュ!が中高生を対象として2014年に実施した「既読スルーはマナー違反だと思うか」調査したアンケートによれば、8割以上の女子中高生は「既読スルー」を気にしておらず、反対にat home VOXが実施した同様の調査によれば40代の男性層の方が「既読スルー」に対して否定的であるとの報道もある。

## 社会問題

### 心理的負担
「既読機能」は、送信側にとってメッセージが相手に伝わったことが一目で確認できる、「読んでくれたのか否か」という心配が解消されるメリットがある一方で、送信しても「既読」にならない場合に「なぜ読んでくれないのか」、「既読」になっても返事が無い場合に「無視されているのではないか」などの孤独感や不安を誘発する一因となっており、そのことからメッセージの受信側にとっても「すぐに返信をしなければいけない」というプレッシャーを生じさせているとされ、双方のコミュニケーションの負担になっていると報じられている。
ジャストシステムが大学生を対象にして実施したアンケートによれば、「既読が相手に分かるため返事をしなければ悪いと感じる」との回答が約7割を占めており、これらの心理的負担から来る疲弊はしばしば「LINE疲れ」と称して報じられる。このことから、前述のように「既読」の表示を付けないままメッセージを閲覧するためのアプリケーションや裏技が考案・開発されている。

### 「依存」と「いじめ」
「既読スルー」は、特に中高生の間で「大きな問題」「タブー視」されていると報じられており、「既読スルー」をしないために睡眠時や入浴時などを問わずスマートフォンを手放せなくなるといった問題や、「既読スルー」を発端とした人間関係の悪化、いじめ、事件などが多く報道されるようになった。
総務省情報通信政策研究所が2014年に実施した調査によれば、高校生の1日におけるスマートフォン・フィーチャーフォンの平均利用時間は161.9分と他のデバイス（パソコン、タブレット）より圧倒的に長くなっているほか、ソーシャルメディア利用状況の割合もLINEが85.5%と最も高くなっている。スマートフォンの利用に伴って減った時間として「勉強時間」（40.7%）と「睡眠時間」（34.1%）が高い割合を示しており、日常生活への影響として「暇さえあればスマートフォンでネットをしている」（42.6%）、「自身をネット依存だと実感している」（25%）などの回答が多くなっている。
「既読スルー」を発端としたいじめや事件では、相手がLINEを利用できない状況を意図的に狙ってトークを盛り上げ、その際に「既読スルー」したことをきっかけとして絶交する、グループ内でトークをやり取りしている際に特定人物に対してのみ「既読スルー」する、「既読スルー」した相手やその関係者に対して拉致監禁、暴行を加える、「既読スルー」をきっかけに現実世界では無視され、LINE上では誹謗中傷を受ける、などが前例として報じられている。

### 要因と対策
「既読スルー」を発端としたいじめや事件が多発する要因として、ITジャーナリストの高橋暁子によれば、通常の社会人であれば「既読スルー」をされても「仕事などで忙しくて返事ができない」と判断するのに対して、自身が「忙しくて返事ができない」状況になることが少ない中高生などの立場から見ると「既読になったにもかかわらず返事がない」ことを「意図的に返事をしない、返事をしたくない」という明確な「拒絶」として判断されるためだとする、送り手と受け手における意識の「ズレ」が原因であるとの指摘をしている。社会学者の土井隆義によれば、「大人は“相手が都合の良い時に返してくれればいい”と考えるが、若者は常に繋がっていることが重要」との指摘をしている。
ジャーナリストの烏賀陽弘道によれば、LINE利用者の間で「既読スルーをどう受け取るか」というコンセンサスが全く存在していないためだとしている。これは前述のような年齢差によってもたらされるものではなく、「LINEを使っているかどうか」の差によってもたらされるものであり、Twitterの「リツイート」機能にも同様の問題があるとしている。また、いわゆる同調圧力の一つとして論じられることもある。
学校裏サイトなどと違い、LINEのコミュニティにはメンバーからの承認が無ければ入ることができないこと、LINE上のトークには電気通信事業法における「通信の秘密」が守られているため第三者による監視ができないことが問題点として挙げられており、学校や教育委員会、地方自治体によってLINEの使用方法を授業や講習等で取り上げた事例や、学校への携帯端末の持ち込みやLINEの使用そのものを禁止する動きがある。一例として、愛知県刈谷市では2014年4月から市内の小中学生に対して午後9時以降のスマートフォン・携帯電話の使用を禁じる通達がなされており、夜間は親に端末を預ける状況にすることによって強制的にLINEを利用できなくさせる狙いや、夜遊びへの招集の防止、生活習慣の乱れの回避などの目的があるとされている。この規制は保護者や児童・生徒側から「勉強時間・睡眠時間が増えた」「トラブルが防止できる」など好意的な意見がある一方、LINEにおけるいじめはネット上だけではなく現実世界でのいじめに繋がっていることが多く、携帯電話やスマートフォンの禁止は根本的な解決にはならないとする指摘もある。
LINEは日本国外でも利用されているが、海外ではいじめに利用されているという報告は無いとされている。

## 影響

### 他社製アプリ
前述の問題を踏まえ、「既読表示は利用者に負担が掛かる」として他社が開発したチャットアプリには既読機能を敢えて実装しなかった例がある。また、AppleがiOS向けに提供するiMessageでは既読機能をオフにすることが可能である。

### 楽曲
このような「既読文化」は邦楽（J-POP）において言及される場合がある。
例として、ソナーポケットが2013年に発売したシングル『片想い。〜リナリア〜/スタートライン!』のリード曲には「既読になったにもかかわらず返信がなく不安になる」趣旨の歌詞があるとして話題になったほか、HKT48が2014年に発売したシングル『桜、みんなで食べた』（Type-A）のカップリング曲には、そのまま『既読スルー』という名前の楽曲が収録されており、歌詞にも『LINE』が入っている。
邦楽では、1993年に発売された国武万里の『ポケベルが鳴らなくて』などに見られるように、その時代を象徴する通信手段が歌詞において表現されることがあるが、前述したソナーポケットの楽曲もその一つとして報じられることがある。